# Aces High (Lied)
Aces High ist ein Lied von Iron Maiden aus dem Jahr 1984. Es eröffnete 1984 das Album Powerslave. Das Lied erzählt die Geschichte eines britischen RAF-Piloten, der in der Luftschlacht um England (1940) gegen die deutsche Luftwaffe kämpft.

## Hintergründe und Rezeptionen
Die Single erreichte Platz 20 der britischen Singlecharts.
Der Song ist der erste der Band, der sich mit der militärischen Luftfahrt beschäftigt. Das Thema kommt vor allem durch das Interesse des Sängers Bruce Dickinson an der Fliegerei wiederholt in den Texten der Band vor. Die zum Einsatz gekommenen Spitfire-Maschinen dienten auf der Legacy of The Beast Tour als Bühnendekoration in Originalgröße. Das Cover der Single wurde von Derek Riggs gezeichnet und zeigt das Bandmaskottchen Eddie als Jagdflieger im Cockpit während eines Kampfeinsatzes.
Rezeptionen, die sich mit dem Text und seiner geschichtlichen Authentizität beschäftigt haben, bemerken, dass Bruce Dickinson bei Aces High im Vergleich zu seinen späteren Texten über Luftschlachten noch deutlich unreflektierter über den Kampf mit vielen Todesopfern schrieb.
Auf der B-Seite erschien eine Coverversion von Nektars King of Twilight, aus ihrem Album A Tab in the Ocean (1972).
Bei Konzerten wird ein Ausschnitt aus Churchills Rede We Shall Fight on the Beaches als Intro zu Aces High verwendet.
Aces High wurde von einigen Bands gecovert, unter anderem von Arch Enemy und Children of Bodom. Das Lied erschien als Titel zum Spiel Madden NFL 10 und wurde in der MTV-Sendung Nitro Circus gespielt.